# Plufur
Plufur település Franciaországban, Côtes-d’Armor megyében. Lakosainak száma 533 fő (2022. január 1.). Plufur Tréduder, Lanvellec, Plestin-les-Grèves, Plounérin és Trémel községekkel határos.

## Népesség
A település népességének változása:
| Lakosok száma | 643  | 534  | 520  | 540  | 554  | 543  | 534  | 531  | 533  | 533  |
|               | 1968 | 1982 | 1990 | 2006 | 2013 | 2015 | 2017 | 2019 | 2020 | 2022 |